# アレクサンドレ・ジェジェラヴァ
アレクサンドレ・ジェジェラヴァ（グルジア語: ალექსანდრე ჯეჯელავა、グルジア語ラテン翻字: Aleksandre Jejelava、1973年5月24日 – ）は、ジョージアの実業家、教育者、政治家。2016年6月から2018年6月まで教育科学大臣を務めた。

## 生涯
トビリシで誕生。1995年にトビリシ国立大学を卒業し、応用数学・コンピュータ科学の学位を取得。2003年から2005年までトビリシのESM経営学大学院に在籍し、総合マネジメントの修士号を取得。2009年から2010年にかけてジョージ・ワシントン大学で学び、プロジェクトマネジメントの修士号を取得。
ジョージア行政大学修士課程講師（2007年–2009年）、マネジメントアカデミー会長兼ヘッドコーチ（2009年–2015年）、コーカサスビジネススクールでMBA講師（2010年–2016年）、ジョージア銀行大学で戦略経営の修士課程教授（2016年）などを務めた。
2016年6月3日、教育科学大臣に就任。